# Johann Stamitz
Johann Wenzel Anton Stamitz (en txec: Jan Václav Stamic) (19 de juny de 1717 – 27 de març de 1757) fou un compositor, violinista i director d'orquestra txec. Johann fou el pare de Carl Stamitz i Anton Stamitz, també compositors.

## Dades biogràfiques
Stamitz va néixer a Německý Brod (avui Havlíčkův Brod, a la República Txeca). Va rebre les primeres lliçons de música de la mà del seu pare, que era organista. Posteriorment va estudiar amb els jesuïtes a Jihlava (Iglau en alemany) i a la Universitat Carolina de Praga
El 1741 es traslladà a Mannheim, quasi al mateix temps en què Karl Theodor es fa càrrec del govern del principat, amb el desig de fer de la cort un nou Versalles. El 1743 serà nomenat primer violinista de l'orquestra de la cort i el 1745 Konzertmeister o director musical, i tindrà entre els seus alumnes a Franz Ignaz Beck. Amb el vistiplau del príncep elector, Stamitz va elevar el nivell de l'orquestra fins al punt de convertir-la en una de les més reputades d'Europa.
Entre el 1754-55 va passar una temporada a París i la seva música va ser interpretada amb èxit als Concerts Spirituels.
Va morir a Mannheim el 1757. El seu successor al front de l'orquestra de l'Elector fou Christian Cannabich

## Fundador de l'Escola de Mannheim
Stamitz fou el fundador i el membre més prominent de l'anomenada Escola de Mannheim, per a la qual va compondre gran quantitat de concerts, especialment per a violí o flauta, però també per a violoncel, trompeta, clarinet i viola d'amore entre d'altres. També va compondre música de cambra per a diverses formacions, però les obres més significatives van ser les més de 60 simfonies que va compondre, la majoria per a l'orquestra de Mannheim.
Fou un dels primers compositors a compondre sistemàticament simfonies en 4 moviments, afegint el minuet i trio als 3 moviments habituals. També és habitual la introducció dels clarinets en la simfonia, un tractament més melòdic de la viola i incipients intents d'empastar els instruments de fusta amb la corda.
Cal destacar també la introducció d'un segon grup de material temàtic contrastant en el primer moviment de la simfonia, que serà decisiu per al desenvolupament del que es coneix com a forma sonata.
Malgrat totes aquestes innovacions, el que més es va valorar de l'orquestra de Mannheim fou a nivell interpretatiu. Molt possiblement aquest virtuosisme orquestral anava lligat al fet que Johann Stamitz acostumava a dirigir l'orquestra des del lloc del concertino, mentre que el costum habitual en l'època encara era dirigir des del clavecí.
En aquesta escola Stamitz tingué infinitat d'alumnes que després serien famosos i reconeguts com a František Xaver Pokorný (1729-1794).

## Obra
- 6 sonates a 3 parts concertants, op. 1
- 6 sonates de càmera per a violí i baix continu, op. 6
- 4 col·leccions de 6 simfonies cada una publicades com a opus 3, 4, 7 i 8 i una quantitat superior en manuscrits. Aquestes simfonies, junt amb les d'Anton Filtz, foren publicades a París i La Haia després de la mort d'ambdós compositors.[2]
- 10 trios orquestrals
- 6 concerts per a clavecí, op. 10 i diversos concerts per a flauta, violí i altres instruments.
- Una missa.